# Фридрих Карл Колб фон Вартенберг
Фридрих Карл Колб фон Вартенберг (на немски: Friedrich Karl Kolb (Kolbe) von Wartenberg; * 3 април 1725; † 8 май 1784) е граф на Вартенберг (1772 – 1784) в Рейнланд-Пфалц. Той е обрист на пехотата, генерал-постмайстер (1772 – 1784).

## Произход и наследство
Той е най-големият син на граф Казимир Колб фон Вартенберг (1699 – 1772), кралски пруски генерал-майор, министър на швабския окръг, и съпругата му София Вилхелмина Елеонора фон Золмс-Рьоделхайм-Асенхайм (1698 – 1766), дъщеря на граф Георг Лудвиг фон Золмс-Рьоделхайм (1664 – 1716) и графиня Шарлота Сибила Алефелд (1672 – 1726). Внук е на пруския премиер-министър Йохан Казимир Колб фон Вартенберг (1643 – 1712), който е от 1695 г. фрайхер, от 1699 г. граф. Брат е на Ернст Лудвиг (1729 – 1800), Карл Франц Леополд (1730 – 1800) и София Амалия Поликсена (1737 – 1753).
Резиденцията на фамилията Колб фон Вартенберг е замък Вартенберг във Вартенберг-Рорбах при Кайзерслаутерн, който е разрушен през 1522 г. Баща му започва през 1726 г. да строи дворец-резиденция в Метенхайм на Рейн.
Фридрих Карл Колб фон Вартенберг умира на 59 години на 8 май 1784 г. Бездетният му син Лудвиг Колб фон Вартенберг е последният мъж от фамилията и на 4 декември 1804 г. осиновява заварените си племенници братята Карл II фон Ербах-Ербах и Фридрих Франц фон Ербах-Ербах, заварените синове на сестра му Шарлота Луиза Поликсена Колб фон Вартенберг и втория ѝ съпруг граф Франц фон Ербах-Ербах.

## Фамилия
Фридрих Карл Колб фон Вартенберг се жени на 28 декември 1751 г. за графиня Каролина Поликсена фон Лайнинген-Дагсбург-Харденбург (* 4 юли 1728; † 1782), дъщеря на граф Фридрих Магнус фон Лайнинген-Дагсбург-Харденбург (1703 – 1756) и графиня Анна Кристина Елеонора фон Вурмбранд-Щупах (1698 – 1763). Те имат пет деца:
- Ернст Лудвиг Колб фон Вартенберг (* 14 октомври 1752; † 10 март 1818, Рот ан дер Рот), управляващ имперски граф на Вартенберг и Вартенберг-Рот, баварски генерал-лейтенант, генерал-постмайстер 1784 – 1792, последен мъж от фамилията, женен на 27 януари 1779 г. за контес Мария София Елеонора Колб фон Вартенберг (* 9 декември 1750), дъщеря на чичо му граф Фридрих Карл Колб фон Вартенберг (1704 – 1757) и Анна Регина Вагнер фон Тройенфелс (1711 – 1782); бездетен; осиновява на 4 декември 1804 г. заварените си племенници братята Карл II фон Ербах-Ербах и Фридрих Франц фон Ербах-Ербах
- Шарлота Луиза Поликсена Колб фон Вартенберг (* 27 ноември 1755; † 20 май 1844, Ербах, погребана в Михелщат), омъжена I. на 6 август 1782 г. в Дюркхайм за граф Фридрих Август фон Ербах-Фюрстенау (* 5 април 1754, дворец Фюрстенау; † 12 март 1784, Фюрстенау, погребан в Михелщат), II. на 14 август 1785 г. в Дюркхайм за граф Франц фон Ербах-Ербах (* 29 октомври 1754, Ербах в Оденвалд; † 8 март 1823, Ербах) [5][6]
- Кристина Елеонора Колб фон Вартенберг (* 10 февруари 1757; † 14 февруари 1763)
- Кристина Мария Луиза Колб фон Вартенберг (* 5 август 1758; † 5 септември 1821), омъжена на 12 април 1782 г. за принц Мориц Густав Адолф фон Залм-Кирбург (* 29 септември 1761; † 17 февруари 1813), син на 2. княз Филип Йозеф фон Залм-Кирбург (1709 – 1779)
- Каролина Луиза Колб фон Вартенберг (* юли 1762, † 12 февруари 1763)